# Robert Jr. Lockwood plays Robert and Robert
Robert Jr. Lockwood plays Robert and Robert — студійний альбом американського блюзового музиканта Роберта Локвуда-молодшого, випущений 1982 року лейблом Black & Blue у Франції.

## Про альбом
Альбом записаний під час однієї сесії, що відбулась 28 листопада 1982 року на студії Sysmo Studio в Парижі. На ній Локвуд-молодший співає і грає сольно, акомпануючи собі на дванадцятиструнній гітарі. Матеріал альбому складається з п'яти власних композицій, а також з кавер-версій п'яти пісень Роберта Джонсона (включаючи стандарти «Rambling on My Mind», «Walkin' Blues» і «Sweet Home Chicago») і «See See Rider» Ма Рейні.
Платівка вийшла у 1982 році на французькому лейблі Black & Blue. Після виходу цього альбому Локвуд-молодший не записувався до 1996 року.
1993 року альбом був перевиданий лейблом Evidence на CD, на якому був включений альтернативний дубль композиції «Sweet Home Chicago». У 2000 році Black & Blue перевидали альбом під назвою Rambling on My Mind у серії «Blues Reference» з шістьма додатковими дублями, два з яких були випущені вперше.

## Реакція критиків
Оглядач AllMusic Біль Даль в своїй рецензії поставив Robert Jr. Lockwood plays Robert and Robert оцінку 4,5 з 5 і написав, що «Локвуд, у чудово записаному сольному альбомі, виконує те, що він уміє найкраще — власні пісні та пісні свого легендарного наставника Роберта Джонсона. Пуристи можуть здригнутися від того, що Локвуд використовує дванадцятиструнну гітару як основний інструмент, але він давно зробив її своїм власним блюзовим інструментом і майстерно справляється з його нюансами.»

## Список композицій
| Сторона А | Сторона А                  | Сторона А      | Сторона А  |
| #         | Назва                      | Автор          | Тривалість |
| --------- | -------------------------- | -------------- | ---------- |
| 1.        | «Rambling on My Mind»      | Роберт Джонсон | 2:47       |
| 2.        | «Kind Hearted Woman Blues» | Роберт Джонсон | 3:03       |
| 3.        | «Walkin' Blues»            | Роберт Джонсон | 2:35       |
| 4.        | «I'm a Steady Rollin' Man» | Роберт Джонсон | 3:22       |
| 5.        | «Sweet Home Chicago»       | Роберт Джонсон | 3:05       |
| 6.        | «Little Queen of Spades»   | Роберт Джонсон | 3:53       |

| Сторона В | Сторона В                             | Сторона В              | Сторона В  |
| #         | Назва                                 | Автор                  | Тривалість |
| --------- | ------------------------------------- | ---------------------- | ---------- |
| 1.        | «Western Horizon»                     | Роберт Локвуд-молодший | 3:46       |
| 2.        | «She's Little and She's Low»          | Роберт Локвуд-молодший | 3:49       |
| 3.        | «Little Boy Blue»                     | Роберт Локвуд-молодший | 3:15       |
| 4.        | «Lockwood's Boogie» (інструментальна) | Роберт Локвуд-молодший | 2:40       |
| 5.        | «Take a Walk With Me»                 | Роберт Локвуд-молодший | 3:26       |
| 6.        | «See See Rider»                       | Ма Рейні               | 5:12       |

| Бонус-трек на CD перевиданні Evidence — ECD 26020 (1993) | Бонус-трек на CD перевиданні Evidence — ECD 26020 (1993) | Бонус-трек на CD перевиданні Evidence — ECD 26020 (1993) | Бонус-трек на CD перевиданні Evidence — ECD 26020 (1993) |
| #                                                        | Назва                                                    | Автор                                                    | Тривалість                                               |
| -------------------------------------------------------- | -------------------------------------------------------- | -------------------------------------------------------- | -------------------------------------------------------- |
| 1.                                                       | «Sweet Home Chicago» (альтернативний дубль)              | Роберт Джонсон                                           | 2:27                                                     |

| CD перевидання Black And Blue — BB 438.2 (2000) | CD перевидання Black And Blue — BB 438.2 (2000) | CD перевидання Black And Blue — BB 438.2 (2000) | CD перевидання Black And Blue — BB 438.2 (2000) |
| #                                               | Назва                                           | Автор                                           | Тривалість                                      |
| ----------------------------------------------- | ----------------------------------------------- | ----------------------------------------------- | ----------------------------------------------- |
| 1.                                              | «Rambling on My Mind» (дубль 2)                 | Роберт Джонсон                                  | 2:50                                            |
| 2.                                              | «Kind Hearted Woman Blues»                      | Роберт Джонсон                                  | 3:03                                            |
| 3.                                              | «Walkin' Blues» (дубль 2)                       | Роберт Джонсон                                  | 2:35                                            |
| 4.                                              | «I'm a Steady Rollin' Man»                      | Роберт Джонсон                                  | 3:22                                            |
| 5.                                              | «Sweet Home Chicago» (дубль 3)                  | Роберт Джонсон                                  | 3:05                                            |
| 6.                                              | «Little Queen of Spades»                        | Роберт Джонсон                                  | 3:53                                            |
| 7.                                              | «Western Horizon»                               | Роберт Локвуд-молодший                          | 3:45                                            |
| 8.                                              | «She's Little and She's Low»                    | Роберт Локвуд-молодший                          | 3:49                                            |
| 9.                                              | «Little Boy Blue» (дубль 2)                     | Роберт Локвуд-молодший                          | 3:12                                            |
| 10.                                             | «Lockwood's Boogie» (інструментальна)           | Роберт Локвуд-молодший                          | 2:41                                            |
| 11.                                             | «Take a Walk With Me» (дубль 2)                 | Роберт Локвуд-молодший                          | 2:59                                            |
| 12.                                             | «See See Rider»                                 | народна                                         | 5:14                                            |
| 13.                                             | «Sweet Home Chicago» (дубль 1)                  | Роберт Джонсон                                  | 2:26                                            |
| 14.                                             | «Rambling on My Mind» (дубль 1)                 | Роберт Джонсон                                  | 2:47                                            |
| 15.                                             | «Walkin' Blues» (дубль 1)                       | Роберт Джонсон                                  | 2:38                                            |
| 16.                                             | «Take a Walk With Me» (дубль 1)                 | Роберт Локвуд-молодший                          | 3:28                                            |
| 17.                                             | «Little Boy Blue» (фальстарт)                   | Роберт Локвуд-молодший                          | 1:06                                            |
| 18.                                             | «Little Boy Blue» (дубль 1)                     | Роберт Локвуд-молодший                          | 3:08                                            |
| 19.                                             | «Sweet Home Chicago» (дубль 2)                  | Роберт Джонсон                                  | 2:28                                            |

## Учасники запису
- Роберт Локвуд-молодший — вокал, дванадцятиструнна гітара

Технічний персонал
- Домінік Самарк — звукоінженер
- Жан Бузлен — дизайн
- Бріжіт Шарволен — фотографія